# Loranthinae
Loranthinae, biljni podtribus iz porodice ljepkovki. Postoje dva roda s ukupno osam vrsta iz Europe i Azije. Poluparazitski monotipični rod Cecarria ograničen je na Bismarckovo i Solomonovo otočje, Novu Gvineju i Filipine.  Od roda Loranthus u Hrvatskoj raste jedino europska žuta imela .ili europski ljepak

## Rodovi
1. Subtribus Loranthinae Engl.
  1. Cecarria Barlow (1 sp.)
  2. Loranthus L. (2 spp.)
  3. Hyphear Danser (4 spp.)